# Shu Kurata
Pour les articles homonymes, voir Kurata.
Shu Kurata (倉田 秋, Kurata Shu) est un footballeur international japonais né le 26 novembre 1988 à Takatsuki. Il évolue au poste de milieu de terrain.

## Palmarès
- Vainqueur de la Ligue des champions de l'AFC en 2008 avec le Gamba Osaka
- Vainqueur de la Coupe du Japon en 2008 avec le Gamba Osaka
- Vainqueur de la Coupe de la Ligue japonaise en 2007 avec le Gamba Osaka
- Championnat du Japon en 2014 avec le Gamba Osaka